# Processus prévisible
Dans l'analyse stochastique, qui fait partie de la théorie mathématique de la probabilité, un processus prévisible est un processus stochastique dont la valeur peut être connue à un moment antérieur. Les processus prévisibles constituent la classe la plus petite qui soit fermée en prenant des limites de séquences et contient tous les processus adaptés et continus à gauche.    

## Définition mathématique

### Processus à temps discret
Étant donné un espace de probabilité filtré {\displaystyle (\Omega ,{\mathcal {F}},({\mathcal {F}}_{n})_{n\in \mathbb {N} },\mathbb {P} )}, un processus stochastique {\displaystyle (X_{n})_{n\in \mathbb {N} }} est prévisible si {\displaystyle X_{n+1}} est mesurable par rapport à la σ-algèbre {\displaystyle {\mathcal {F}}_{n}}  pour chaque n. 

### Processus en temps continu
Étant donné un espace de probabilité filtré {\displaystyle (\Omega ,{\mathcal {F}},({\mathcal {F}}_{t})_{t\geq 0},\mathbb {P} )}, un processus stochastique en temps continu  {\displaystyle (X_{t})_{t\geq 0}} est prévisible si {\displaystyle X}, considéré comme une application de {\displaystyle \Omega \times \mathbb {R} _{+}}, est mesurable par rapport à la σ-algèbre générée par tous les processus adaptés continus à gauche . Cette σ-algèbre est aussi appelée σ-algebre prévisible .

## Voir également
- Processus adapté
- Martingale